# Programma Gemini

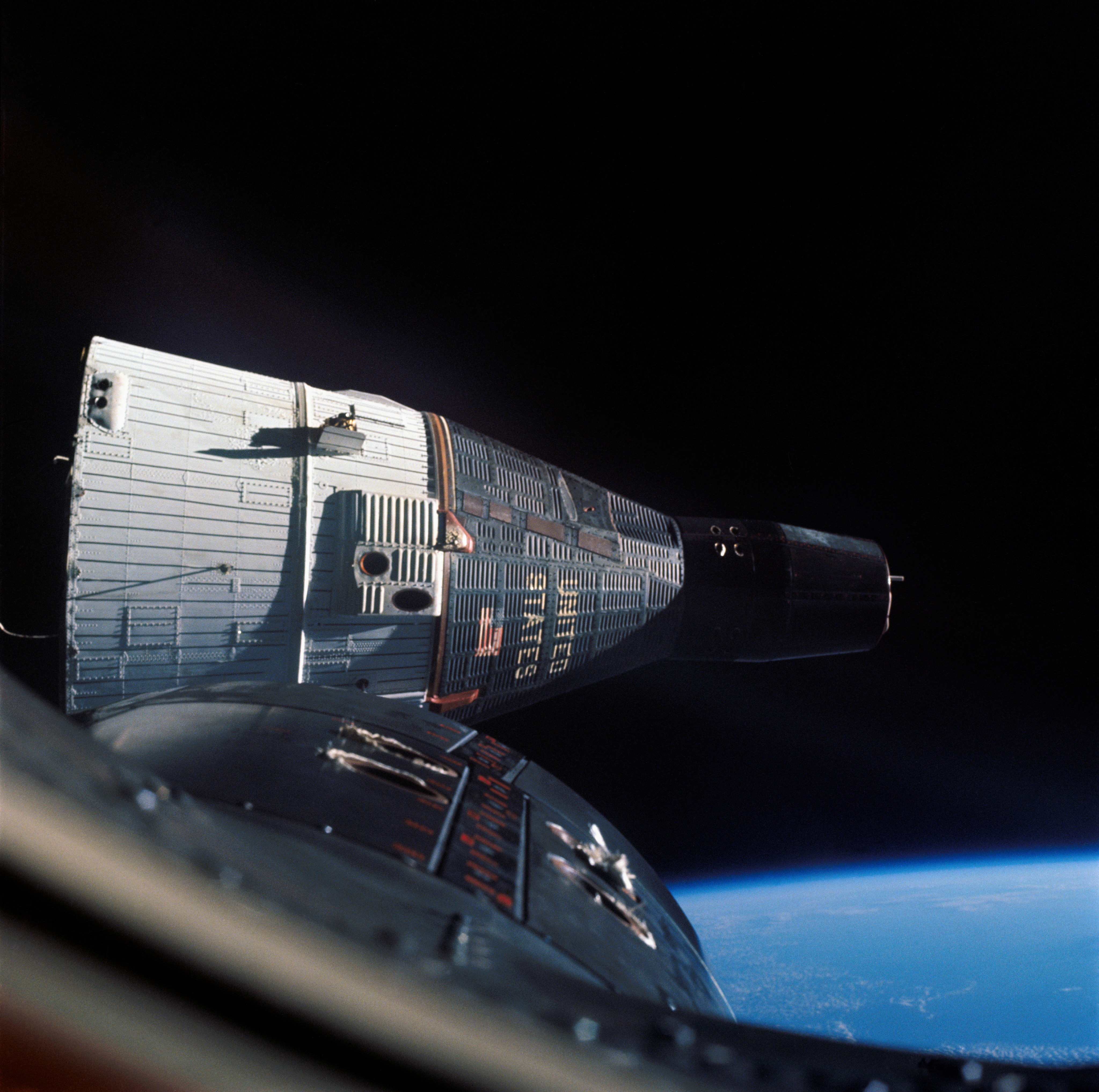
Le navicelle Gemini 6A e Gemini 7 si incontrano in orbita. (NASA)

il programma Gemini, o semplicemente Gemini, è il secondo programma di volo umano nello spazio intrapreso dagli Stati Uniti. Pur essendo stato il terzo programma in ordine cronologico ad essere iniziato, venne concluso prima del lancio della prima missione del programma Apollo.
Il progetto venne battezzato Gemini poiché la navicella spaziale poteva ospitare un equipaggio di due uomini. Condotto durante il periodo 1963-1966, il suo scopo fu quello di sviluppare le tecniche per i viaggi spaziali avanzati utilizzati poi durante il programma Apollo per portare l'uomo sulla Luna.

## Storia
Gemini venne visto in origine come un semplice sviluppo del programma Mercury e quindi inizialmente fu chiamato Mercury Mark II. Tuttavia alla fine il programma aveva poco in comune con il programma Mercury e sotto certi aspetti fu in pratica superiore anche al programma Apollo. Questo risultato lo si deve principalmente alla sua tardiva data di inizio che gli permise di beneficiare di quanto era stato fino a quel momento appreso durante lo sviluppo del programma Apollo, che infatti, in ordine cronologico, partì prima di esso.

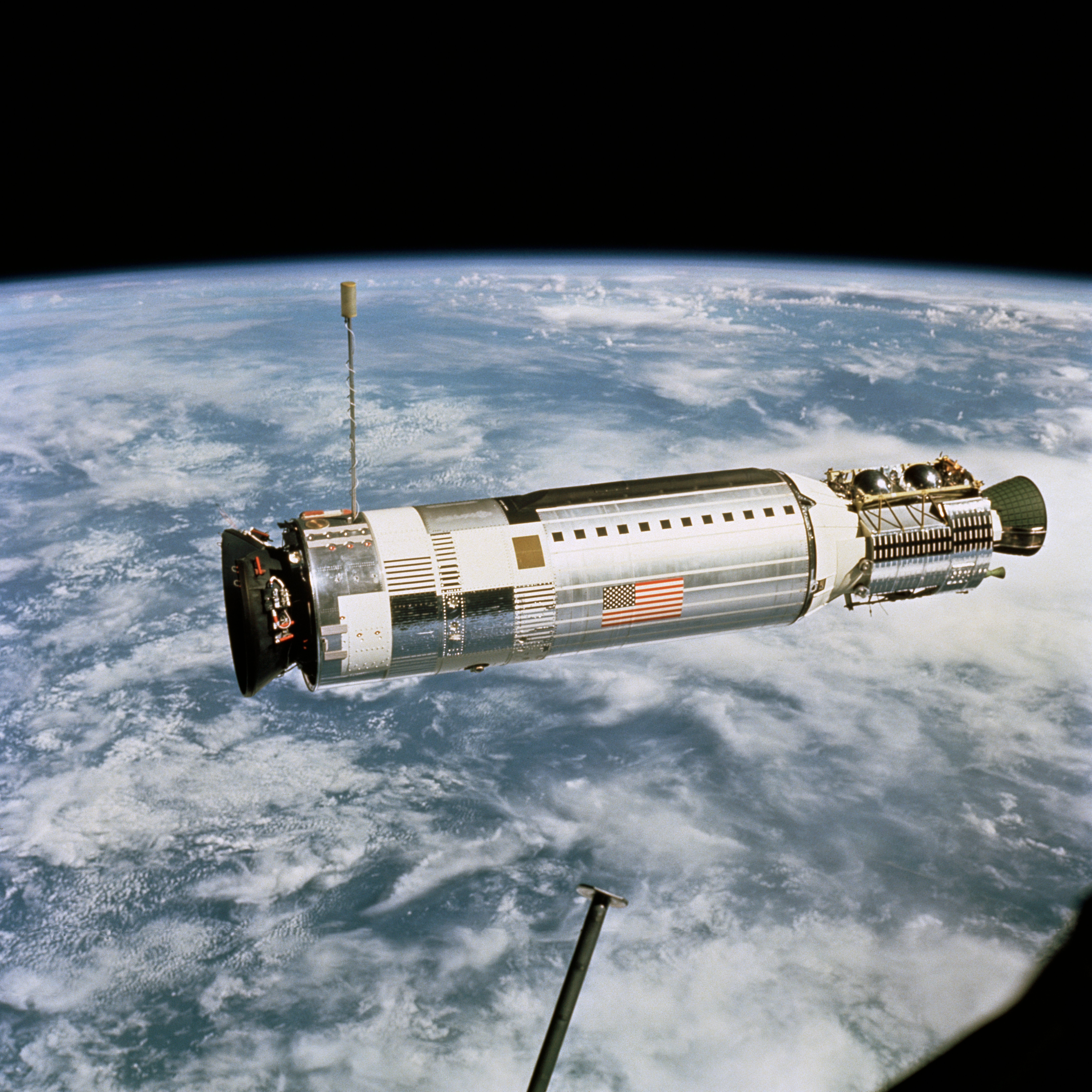
Agena poco prima del rendezvous con la Gemini 12

Le capsule Gemini, a differenza delle Mercury, potevano alterare la loro orbita. Erano anche in grado di agganciarsi ad altre navicelle, una delle quali, l'Agena Target Vehicle, aveva un suo grosso motore a razzo che veniva usato per eseguire ampi cambi orbitali. Gemini fu la prima navicella americana guidata dall'uomo ad avere un computer a bordo, il Gemini Guidance Computer, per facilitare la gestione e il controllo delle manovre di missione.
Il programma Gemini prevedeva attività extraveicolare (EVA) e manovre orbitali tra cui il rendezvous e l'aggancio (docking).

### Gli astronauti
A sostegno degli astronauti del programma Mercury, ormai addestrati, il 18 aprile 1962 la NASA decise di assumere un secondo gruppo di astronauti per un massimo di 10 posti. La reazione a tale notizia fu che ben 253 persone si candidarono per tale ruolo presentando apposita istanza d'assunzione.
Il 17 settembre 1962 venne dunque presentato al pubblico il secondo gruppo, composto da nove astronauti. Il gruppo era composto da Neil Armstrong, Frank Borman, Charles Pete Conrad, James A. Lovell, James McDivitt, Elliot See, Tom Stafford, Edward H. White e John W. Young.
La selezione del terzo gruppo di astronauti iniziò il 5 giugno 1963 mediante un ulteriore bando di concorso. Così il 18 ottobre 1963 la NASA poté presentare altri 14 astronauti: Edwin Buzz Aldrin, William Alison Anders, Charles Bassett, Alan L. Bean, Eugene Gene Cernan, Roger B. Chaffee, Michael Collins, Walter Cunningham, Donn Eisele, Theodore Freeman, Richard Gordon, Russell L. Rusty Schweickart, David Scott e Clifton Williams.
In seguito a questi reclutamenti il numero degli astronauti attivi per i programmi Gemini e Apollo arrivarono ad un totale di 27, considerando che gli astronauti del programma Mercury Glenn, Carpenter e Slayton per varie ragioni non potevano essere a disposizione per il Gemini.
Note tristi del programma furono che l'astronauta Theodore Freeman morì in un incidente di volo il 31 ottobre 1964, mentre gli astronauti Elliot See e Charles Bassett, designati come equipaggio principale per il volo Gemini 9, perirono il 28 febbraio 1966 precipitando con l'aereo durante un volo di addestramento. Virgil Grissom, Edward White e Roger Chaffee perirono il 27 gennaio 1967 durante la tragedia dell'Apollo 1. Clifton Williams morì in un incidente di volo il 5 ottobre 1967.

### Il programma di prova

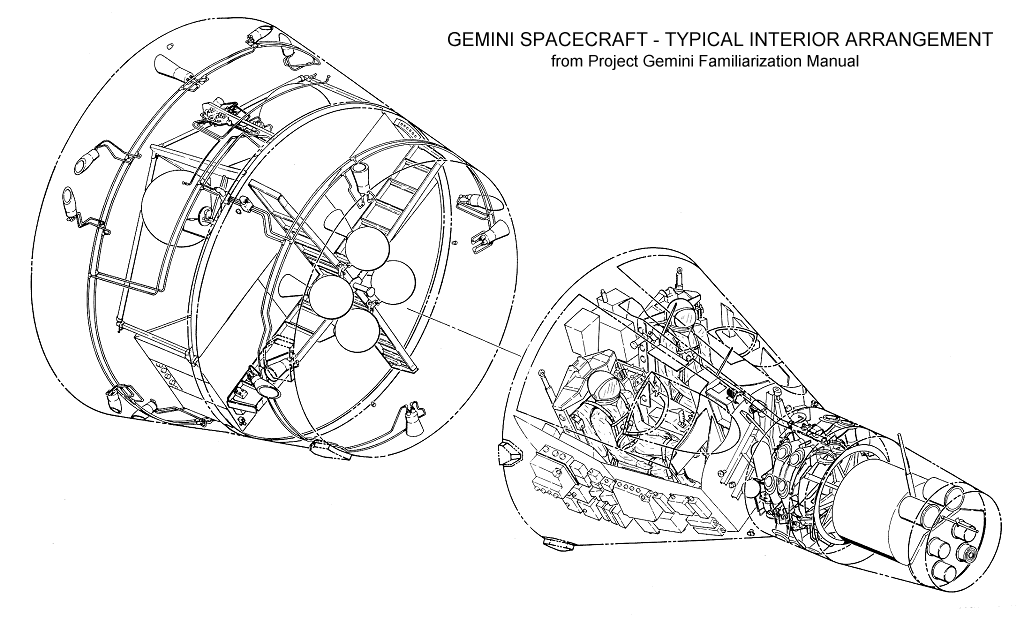
Schema della navicella Gemini

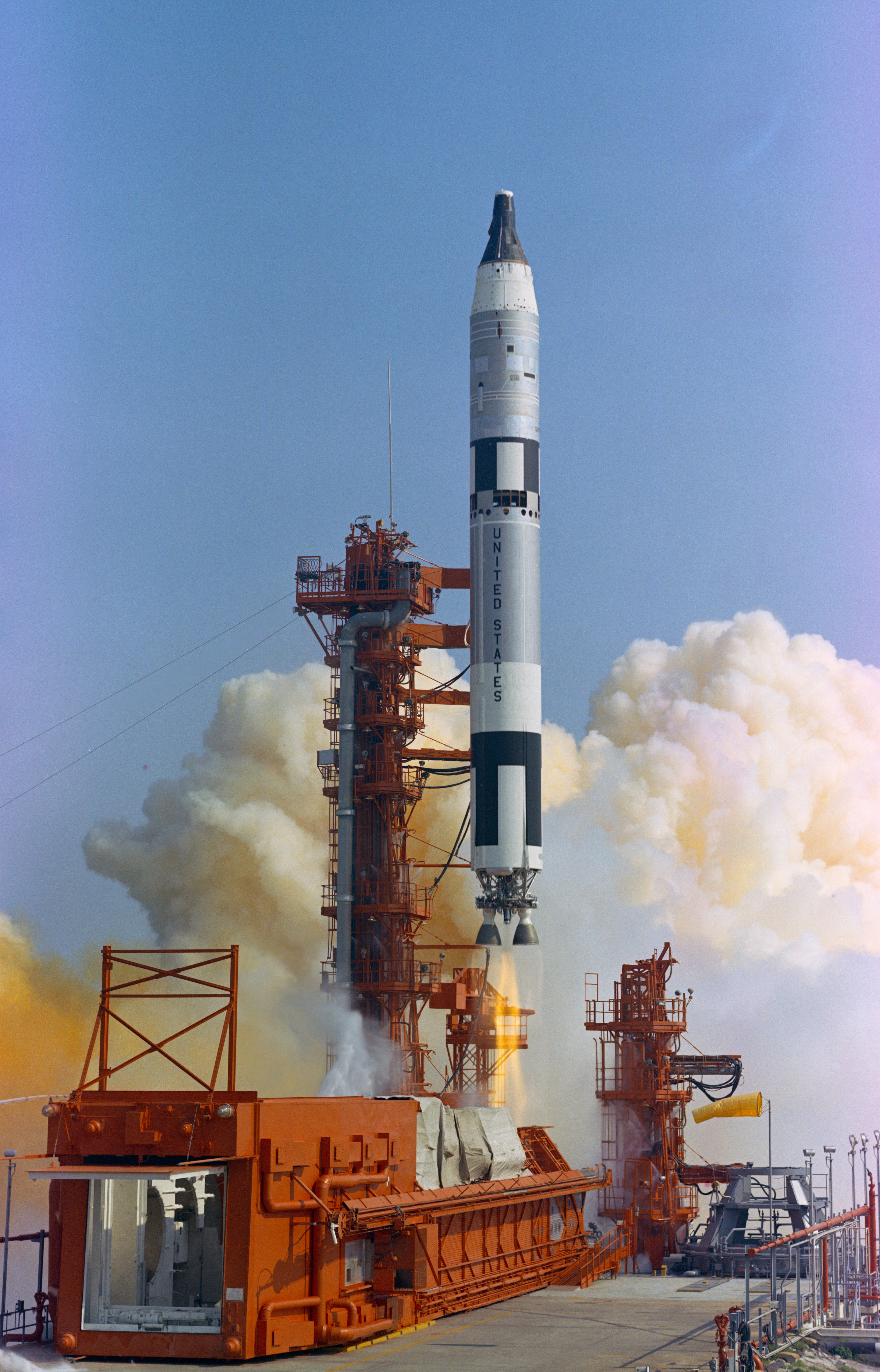
Lancio di un vettore Titan II (NASA)

Il sistema di atterraggio su terra attraverso l'uso di appositi paracadute venne testato su decisione del produttore, la North American Aviation, a partire dal 1964 mediante 25 appositi voli. Nonostante la NASA avesse deciso sin dalla fine di febbraio dello stesso anno di concludere i dodici voli programmati per le missioni Gemini con atterraggi in mare, le esercitazioni per questo sistema continuarono per tutto il resto dell'anno. Dei 25 voli di prova, solo 6 riuscirono ad atterrare senza riscontrare problemi. Tuttavia bisogna sottolineare che in particolar modo gli ultimi tre riuscirono perfettamente e pertanto la meta del progetto era stata raggiunta.
Contemporaneamente, con l'inizio dell'anno 1964 iniziarono i test a terra della combinazione Gemini-Titan II perfettamente montata ed installata su apposite rampe e piattaforme di lancio. In particolare vennero testati completamente i sistemi elettronici, le componenti meccaniche e i sistemi di salvataggio.
Il primo lancio di prova, denominato Gemini-Titan 1 (GT-1), venne effettuato l'8 aprile 1964 alle ore 11. Dopo sei minuti il secondo stadio, sul quale era montata la capsula Gemini, entrò in un'orbita stabile intorno alla Terra ed effettuò i tre giri completi programmati. Non essendo comunque programmato un distacco la combinazione si spense poco a poco e, come previsto, dopo la 64-esima orbita rientrò sopra l'Oceano Atlantico meridionale.
Dopo questo successo, il 13 aprile la NASA rese noto al pubblico l'equipaggio per la prima missione Gemini: Virgil Gus Grissom e John W. Young. La missione era prevista per il 16 novembre 1964.
A causa di un guasto avvenuto a metà agosto 1964, probabilmente causato dall'impatto di un fulmine sulla rampa di lancio n. 19, vennero sospese tutte le esercitazioni programmate per la missione Gemini-Titan 2 (GT-2). Solo all'inizio del mese di settembre si poté nuovamente continuare con il programma. Non fu comunque mai possibile dimostrare con certezza detto impatto a causa della mancanza dei tipici danni da fulmine. La missione venne poi ulteriormente ritardata a causa del passaggio, verso la fine di agosto, dell'uragano Cleo su Cape Canaveral. Infatti, a causa delle previsioni del passaggio di ulteriori due uragani (Dora e Ethel) previsto per l'inizio di settembre, la combinazione Gemini-Titan 2 venne addirittura smontata e fu nuovamente assemblata solo il 18 settembre.
Alla fine del mese di ottobre 1964 l'astronauta Russell L. Schweickart indossò per otto giorni consecutivi la tuta spaziale per le missioni Gemini, per sottoporla ad un test completo. Venne simulata una missione completa della durata di 4 giorni, eseguendo diversi voli parabolici per provare la tuta in assenza di gravità e l'astronauta entrò più volte nella centrifuga di addestramento.
Il 9 dicembre 1964, il conto alla rovescia per il lancio della missione Gemini-Titan 2 (GT-2) venne interrotto un secondo dopo l'accensione dei motori principali in seguito all'allarme dato da un'unità di controllo automatica che segnalò la perdita di pressione idraulica nel sistema di pilotaggio del primo stadio del razzo. La missione venne finalmente effettuata senza riscontrare problemi il 19 gennaio 1965. Si trattò di un semplice volo balistico con distacco della capsula Gemini che rientrò poco dopo in atmosfera.
Grazie a questo lancio si poté testare per la prima volta lo scudo termico. La capsula Gemini di questa missione venne utilizzata per una seconda volta durante un'esercitazione per il Manned Orbiting Laboratory Project e divenne pertanto il primo veicolo spaziale ad essere riutilizzato.

## Missioni

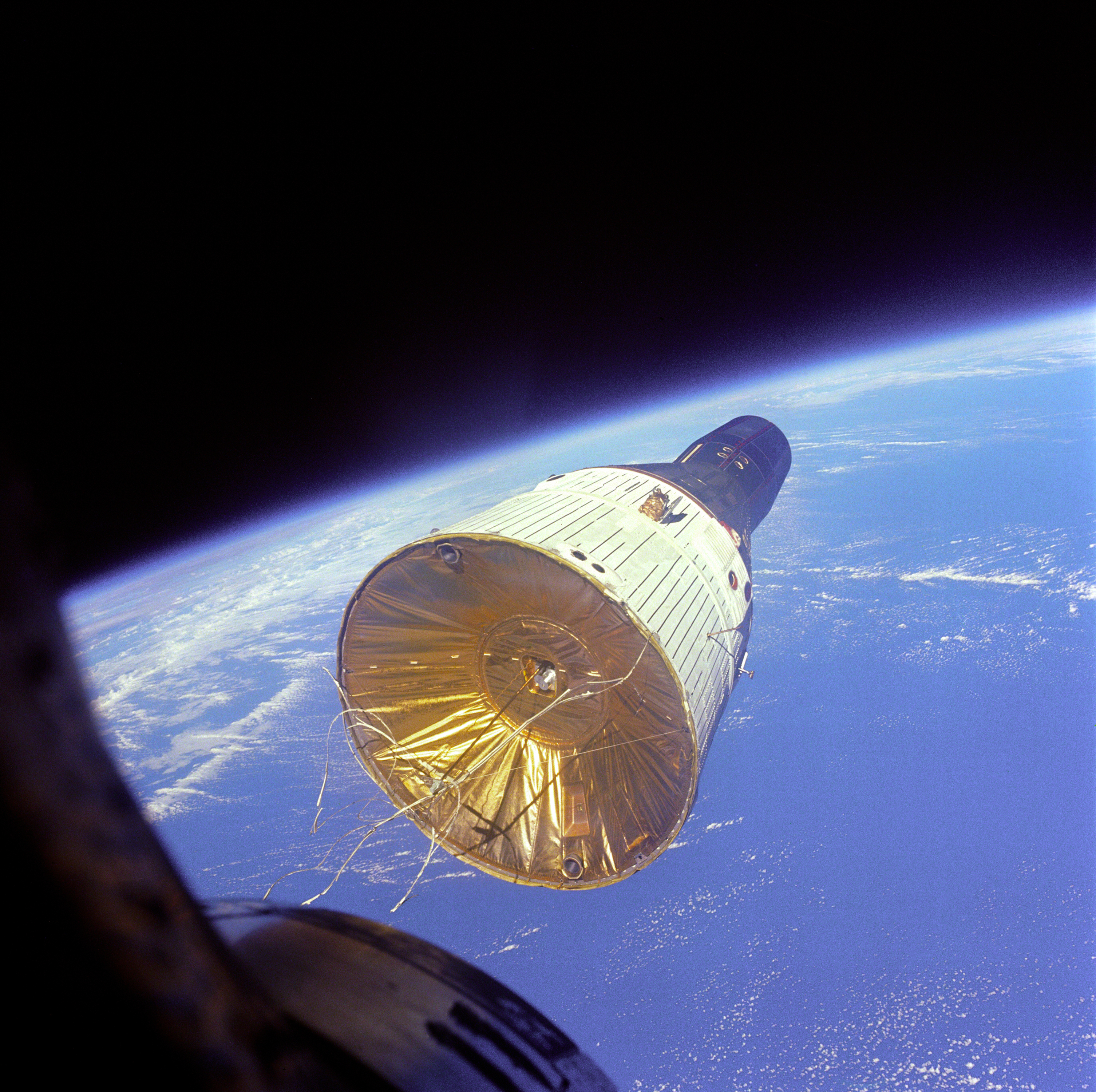
Gemini 6A vede Gemini 7, 1965 (NASA)

### Senza equipaggio
- Gemini 1 - Primo volo di prova del Gemini
- Gemini 2 - Volo suborbitale per testare gli scudi termici

### Con equipaggio
- Gemini 3 - Primo volo Gemini con equipaggio
- Gemini 4 - Prima EVA americana
- Gemini 5 - Primo volo della durata di una settimana
- Gemini 7 - Primo volo della durata di due settimane
- Gemini 6A - Primo rendez-vous con un'altra navicella (Gemini 7)
- Gemini 8 - Primo aggancio nello spazio
- Gemini 9A - Primo ed unico rendez-vous con ATDA (augmented target docking adapter)
- Gemini 10 - Primo rendez-vous con due navicelle di tipo diverso (Agena Target Vehicles)
- Gemini 11 - Volo con equipaggio sulla più alta orbita terrestre
- Gemini 12 - Primo rendez-vous manuale

### Fine del programma
Con l'atterraggio di Gemini 12 il 15 novembre 1966 e la rispettiva chiusura dell'apposito ufficio Gemini, avvenuta il 1º febbraio 1967, il programma fu dichiarato terminato definitivamente.